# Mister Browser
Mister Browser ist der Titel einer Bücherreihe des britischen Kinder- und Jugendbuchautors Philip Curtis. Die englische Originalreihe Mr. Browser umfasst zwölf Bücher, die in den Jahren 1979 bis 1989 bei Andersen Press Ltd., London erschienen. Davon wurden lediglich vier Bände ins Deutsche übersetzt und zwischen 1988 und 1991 vom Verlag an der ESTE in Buxtehude veröffentlicht.

## Handlung
Die vier Bücher behandeln einen Zeitraum von insgesamt vier Jahren, wobei die Handlung nur teilweise aufeinander aufbaut. Zu trennen sind hierbei die drei Gripsanspitzer-Werke von dem Buch Mister Browser und die Minimeteoriten, das zwar auch dieselben Personen und Orte beschreibt, aber keinen Bezug zu den Geschehnissen der anderen Bücher nimmt. Die Bücher sind wie folgt chronologisch erschienen:

### Mister Browser und die Gripsanspitzer
Mister Browser, ein gewöhnlicher Gesamtschullehrer an der Chivvy Chase Schule in England, lässt im Unterricht die verhängnisvolle Bemerkung fallen, dass seiner Klasse ein Gripsanspitzer gewiss nicht schaden würde. Daraufhin erscheinen eines Tages die Außerirdischen gleichen Namens auf dem Schulgelände (Sportplatz) und entführen die gesamte Klasse 4b samt ihrem Lehrer mithilfe eines Raumschiffes in Salzstreuerform. Sie manipulieren die Gehirne der Kinder und ihres Lehrers in zunächst förderlicher Weise, sodass bald schon eine gepflegte Arbeitsatmosphäre in Mister Browsers Klasse herrscht und die Leistungen der Schüler nach oben schnellen. Dies geht solange gut, bis ein Schüler das Geheimnis der Gripsanspitzer lüftet und unerkannt an Bord des Raumschiffes gerät.

### Mister Browser und die Minimeteoriten
Auf einem Schulausflug an den Strand findet Simon „Spiky“ Jackson einen metallischen, ebenförmigen Gegenstand in Form zweier Pyramiden, die auf ihren Grundflächen aneinander geschweißt sind. Dieser Minimeteorit entlässt eine sogenannte Glücksblase, als Jackson während des Unterrichts versucht herauszufinden, wozu dieses unnatürliche Objekt gut sei. In der Folge geht es den Schülern innerhalb der Blase spürbar besser, die Glücksgefühle lassen aber abrupt nach, sobald man einen Schritt durch die unsichtbare Membran der Glücksblase macht. Bald fällt dies Jackson auf, aber er ist nicht der Einzige, der die Spur der Minimeteoriten weiterverfolgt. In der Folge findet er weitere dieser Objekte, wird von einem fremden Professor entführt, der Kontakt zu den Verantwortlichen für den Abwurf der Minimeteoriten über dem Meer hat, und lockt ihn schließlich zum Strand in eine Falle, wo der übelwollende Professor überführt werden kann. Mit Hilfe seiner Klassenkameraden und Mister Browser sowie seinem Kollegen Mister Caracco wird dem Forscher das Handwerk gelegt: Dieser hatte vor, sich die Welt mithilfe der außerirdischen Artefakte fügsam zu machen, da er allein ein wirksames Gegenmittel zur Verfügung hat.

### Die Rache der Gripsanspitzer
Die Geschehnisse in diesem Buch handeln vier Jahre nach denen der ersten beiden Bücher, die Schüler sind mittlerweile in der achten Klasse; die Schüler sind immer noch dieselben, auch Mister Browser unterrichtet noch.
Die Gripsanspitzer verfolgen weiterhin ihren Plan, die Klasse in ihre Gewalt zu bringen, und so entführen sie ihren Direktor Mister Salt, der für die Klasse 8 von Mister Browser einen Schulausflug nach Pakistan organisieren soll.
Die Klasse geht in die Falle, kann sich aber mit Hilfe eines alten Dieners Browsers der Gripsanspitzer erwehren und entkommt.

### Die Gripsanspitzer schlagen zu
Die Klasse 8 und Mister Browser gründen auf Wunsch eines Schulrats (Jolyon Morten) einen Schulchor, der in wenigen Monaten bei einem Kreiswettbewerb antreten soll. Doch eines Tages wird der Chor samt Lehrer entführt, die Verantwortlichen hierfür sind erneut die Gripsanspitzer in ihrem salzstreuerförmigen Raumschiff. Alarmiert durch eine radioaktive Rakete, die gefährlich nahe an ihrem geheimen Stützpunkt nahe der Erde vorbeifliegt, nehmen die Gripsanspitzer diese als Gefahr wahr und handeln.
Durch den Schulchor möchten sie der Erde eine Warnung zukommen lassen: Wird es weiterhin Atomwaffen und Raketen, wie die vorhin genannte geben, so sähen sie sich gezwungen, drastische Mittel zu ergreifen und sich die Welt Untertan zu machen. Nachdem die Suche nach den Kindern und ihrem Lehrer verzweifelt, aber erfolglos geblieben ist, werden überall in England die Kinder gesichtet, die Lieder wie Yellow Bird oder The Skye Boat Song vortragen und dabei in der Luft zu schweben scheinen. Die Gripsanspitzer projizieren den Chor mittels ihrer überlegenen Technik in 3D auf die Erde und zwingen sie bald, ihr eigenes Lied zu singen.
In dem Lied wird die Warnung der Gripsanspitzer deutlich und die Bitte, Atomwaffen und Raketen abzuschaffen. Im Endeffekt wird der zwischenzeitlich erkrankte Mister Browser samt Simon Jackson zur Erde gebracht, wo der Lehrer operiert wird und Jackson dazu dient, zuvor Ärzte zu alarmieren. Der mit der Situation überforderte Mister Sage hält ihn versteckt, während ein Gripsanspitzer versucht, mit den Politikern Englands eine Einigung zu erzielen. Zunächst scheitert dieser Plan, doch im Endeffekt wird eine Rakete mit Kapitulationsbescheid in Richtung Gripsanspitzerbasis und Gripsanspitzeranführer geschickt, die den Chor samt ihren Lehrern (zwischenzeitlich wurde Mister Caracco als Ersatz für Mister Browser entführt) noch rechtzeitig zum Wettbewerb bringen, der mithilfe des Gripsanspitzerliedes auch noch gewonnen wird.

## Ausgaben
- Mister Browser und die Gripsanspitzer, ISBN 3-926616-23-7.
- Mister Browser und die Minimeteoriten, ISBN 3-926616-24-5.
- Die Rache der Gripsanspitzer, ISBN 3-926616-26-1.
- Die Gripsanspitzer schlagen zu, ISBN 3-926616-25-3.